# Chính trị Bắc Kinh
Chính trị Bắc Kinh được cấu trúc theo một hệ thống chính quyền hai Đảng giống như tất cả các cơ quan quản lý khác ở Đại lục nước Cộng hòa Nhân dân Trung Hoa.
Thị trưởng Bắc Kinh là quan chức cao cấp nhất của Chính phủ nhân dân Bắc Kinh. Tuy nhiên, trong hệ thống quản lý hai đảng của thành phố, thị trưởng vẫn phụ thuộc vào Ủy ban Thành phố Bắc Kinh Đảng Cộng sản Trung Quốc. Tạ Phú Trị, Thị trưởng và Bí thư Bắc Kinh nhiệm kỳ từ 1967 đến 1972, trước đó ông từng giữ chức Bộ trưởng Bộ Công an, có ảnh hưởng đáng kể trên toàn quốc.
Nền chính trị ở thủ đô Bắc Kinh có ảnh hưởng rất lớn tới giới lãnh đạo Trung ương Đảng. Bí thư Bắc Kinh là người chịu trách nhiệm về trị an của thủ đô, vốn được chính phủ nước này coi là điều kiện quan trọng để đảm bảo sự ổn định trên toàn quốc. Các lãnh đạo Trung Quốc cho rằng những bất ổn ở Bắc Kinh rất dễ châm ngòi cho những biến động lớn khắp cả nước. Do đó Bí thư Thành ủy Bắc Kinh là một chức vụ cao cấp trong hệ thống chính trị Trung Quốc. Kể từ khi thành lập nước Cộng hòa Nhân dân Trung Hoa, Bí thư Thành ủy Bắc Kinh luôn giữ ghế trong Bộ Chính trị Đảng Cộng sản Trung Quốc, cơ quan cầm quyền hàng đầu của đất nước. Do vị trí của Bắc Kinh là thủ đô quốc gia, Bí thư cũng tham gia vào quá trình ra quyết định chính của các sự kiện quốc gia. Bành Chân, Bí thư Bắc Kinh đầu tiên, là một nhân vật chính trị quan trọng trên toàn quốc, nhưng tháng 4 năm 1966 thời Cách mạng Văn hóa ông lại bị mất ân sủng từ Mao Trạch Đông khi có hành động chống lại đường lối của Mao, tuy nhiên ông lại sống sót và được phục hồi danh dự dưới thời Đặng Tiểu Bình. Trần Hy Đồng, Bí thư Bắc Kinh nhiệm kỳ 1992 đến 1995, đã bị khai trừ khỏi Đảng, cách chức Ủy viên Bộ Chính trị, Bí thư Thành ủy Bắc Kinh và nhận mức án 16 năm tù do các cáo buộc về tham nhũng, xao lãng nhiệm vụ, âm mưu thiết lập bè phái quyền lực riêng ở thủ đô. Năm 1999, chủ trì lễ kỷ niệm 50 năm thành lập nước Cộng hòa Nhân dân Trung Hoa là ông Giả Khánh Lâm, Bí thư Bắc Kinh nhiệm kỳ 1997 đến năm 2002. Lưu Kỳ Bí thư nhiệm kỳ từ 2002 đến năm 2012, từng là Trưởng Ban tổ chức Thế vận hội BOCOG lần thứ 29 năm 2008 tại Bắc Kinh.

## Danh sách Bí thư Thành ủy
| STT | Hình ảnh | Tên                                 | Bắt đầu nhiệm kỳ     | Kết thúc nhiệm kỳ   |
| --- | -------- | ----------------------------------- | -------------------- | ------------------- |
| 1   |          | Bành Chân (彭真) (1902–1997)        | 13 tháng 12 năm 1948 | Tháng 5 năm 1966    |
| 2   |          | Lý Tuyết Phong (李雪峰) (1907–2003) | Tháng 5 năm 1966     | Tháng 4 năm 1967    |
| 3   |          | Tạ Phú Trị (谢富治) (1909–1972)     | 1971                 | 26 tháng 3 năm 1972 |
| 4   |          | Ngô Đức (吴德) (1913–1995)          | 1972                 | 1978                |
| 5   |          | Lâm Hồ Gia (林乎加) (born 1916)     | 1978                 | 1981                |
| 6   |          | Đoàn Quân Nghị (段君毅) (1910–2004) | Tháng 1 năm 1981     | Tháng 5 năm 1984    |
| 7   |          | Lý Tích Minh (李锡铭) (1926–2008)   | 1984                 | Tháng 10 năm 1992   |
| 8   |          | Trần Hy Đồng (陈希同) (1930-2013)   | Tháng 10 năm 1992    | Tháng 9 năm 1995    |
| 9   |          | Úy Kiện Hành (尉健行) (1931-2015)   | 1995                 | Tháng 8 năm 1997    |
| 10  |          | Giả Khánh Lâm (贾庆林) (sinh 1940)  | Tháng 8 năm 1997     | Tháng 10 năm 2002   |
| 11  |          | Lưu Kỳ (刘淇) (sinh 1942)           | Tháng 10 năm 2002    | 3 tháng 7 năm 2012  |
| 12  |          | Quách Kim Long (郭金龙) (sinh 1947) | 3 tháng 7 năm 2012   | 27 tháng 5 năm 2017 |
| 13  |          | Thái Kỳ (蔡奇) (sinh 1955)          | 27 tháng 5 năm 2017  | Đương nhiệm         |

## Danh sách Thị trưởng qua các thời kỳ

### Trung Hoa Dân Quốc
| STT | Hình ảnh | Tên                                                                | Bắt đầu nhiệm kỳ     | Kết thúc nhiệm kỳ    |
| --- | -------- | ------------------------------------------------------------------ | -------------------- | -------------------- |
| 1   |          | Đinh Nãi Dương (丁乃揚) (1866–?)                                   | 1 tháng 1 năm 1912   | 24 tháng 12 năm 1912 |
| 2   |          | Trương Quảng Kiến (張廣建) (1864–1938)                             | 24 tháng 12 năm 1912 | 19 tháng 9 năm 1913  |
| 3   |          | Vương Trị Hinh (王治馨) (1868–1914)                                | 16 tháng 10 năm 1913 | 23 tháng 3 năm 1914  |
| 4   |          | Trầm Kim Giám (沉金鑑) (1875–1924)                                 | 23 tháng 3 năm 1914  | tháng 9 năm 1915     |
| 5   |          | Vương Đạt (王達) (1881–1946)                                       | 26 tháng 9 năm 1915  | 3 tháng 8 năm 1920   |
| 6   |          | Vương Hồ (王瑚) (1865–1933)                                        | 3 tháng 8 năm 1920   | 18 tháng 9 năm 1920  |
| 7   |          | Tôn Chấn Gia (孫振家) (1858–?)                                     | 18 tháng 9 năm 1920  | 19 tháng 5 năm 1922  |
| 8   |          | Lưu Mộng Canh (劉夢庚) (1881–?)                                    | 19 tháng 5 năm 1922  | 5 tháng 11 năm 1924  |
| 9   |          | Vương Chi Tường (王芝祥) (1858–1930)                               | 5 tháng 11 năm 1924  | 31 tháng 12 năm 1924 |
| 10  |          | Tiết Đốc Bật (薛篤弼) (1892–1973)                                  | 31 tháng 12 năm 1924 | 9 tháng 10 năm 1925  |
| 11  |          | Lưu Ký (劉驥) (1887–1967)                                          | 20 tháng 10 năm 1925 | Tháng 5 năm 1926     |
| 12  |          | Lý Viên (李垣) (1879–?)                                            | 4 tháng 9 năm 1926   | 24 tháng 9 năm 1927  |
| 13  |          | Trương Tế Tân (張濟新) (1874–1952)                                 | 24 tháng 9 năm 1927  | 3 tháng 6 năm 1928   |
| 14  |          | Lý Thăng Bồi (李升培) (?–?) Quyền Thị trưởng                       | 4 tháng 6 năm 1928   | 25 tháng 6 năm 1928  |
| 15  |          | Hà Thành Tuấn (何成濬) (1882–1961) Quyền Thị trưởng                | 25 tháng 6 năm 1928  | 13 tháng 7 năm 1928  |
| 16  |          | Hà Kỳ Củng (何其鞏) (1899–1955)                                    | 13 tháng 7 năm 1928  | 12 tháng 6 năm 1929  |
| 17  |          | Trương Ấm Ngô (張蔭梧) (1891–1949)                                 | 12 tháng 6 năm 1929  | 27 tháng 2 năm 1931  |
| 18  |          | Vương Đào (王濤) (1866–1937) Quyền Thị trưởng                      | Tháng 10 năm 1930    | Tháng 3 năm 1931     |
| 19  |          | Chu Đại Văn (周大文) (1895–1971)                                   | 27 tháng 2 năm 1931  | 16 tháng 6 năm 1933  |
| 20  |          | Hồ Nhược Ngu (胡若愚) (1895–1962) Quyền Thị trưởng                 | Tháng 4 năm 1931     | Tháng 6 năm 1931     |
| 21  |          | Viên Lương (袁良) (1883–1953)                                      | 16 tháng 6 năm 1933  | 1 tháng 11 năm 1935  |
| 22  |          | Tống Triết Nguyên (宋哲元) (1885–1940)                             | 1 tháng 11 năm 1935  | 8 tháng 11 năm 1935  |
| 23  |          | Tần Đức Thuần (秦德純) (1893–1963)                                 | 8 tháng 11 năm 1935  | 28 tháng 7 năm 1937  |
| 24  |          | Trương Tự Trung (張自忠) (1891–1940)                               | 28 tháng 7 năm 1937  | 6 tháng 8 năm 1937   |
| 25  |          | Giang Triêu Tông (江朝宗) (1861–1943) Được bổ nhiệm bởi người Nhật | 6 tháng 8 năm 1937   | 7 tháng 1 năm 1938   |
| 26  |          | Dư Tuấn Hòa (餘晉龢) (1887–?)                                      | 7 tháng 1 năm 1938   | 9 tháng 2 năm 1943   |
| 27  |          | Tô Thể Nhân (蘇體仁) (1888–1979) Quyền Thị trưởng                  | 1941                 | 9 tháng 2 năm 1943   |
| 28  |          | Lưu Ngọc Thư (劉玉書) (1884–?)                                     | 9 tháng 2 năm 1943   | 20 tháng 2 năm 1945  |
| 29  |          | Hứa Tu Trực (許修直) (1881–1954)                                   | 20 tháng 2 năm 1945  | 16 tháng 8 năm 1945  |
| 30  |          | Hùng Bân (熊斌) (1894–1964)                                        | 16 tháng 8 năm 1945  | 15 tháng 7 năm 1946  |
| 31  |          | Hà Tư Nguyên (何思源) (1896–1982)                                  | 15 tháng 7 năm 1946  | Tháng 7 năm 1948     |
| 32  |          | Lưu Dao Chương (劉瑤章) (1897–1993)                                | Tháng 7 năm 1948     | 4 tháng 2 năm 1949   |

### Cộng hòa Nhân dân Trung Hoa
| STT | Hình ảnh | Tên                                  | Bắt đầu nhiệm kỳ                                 | Kết thúc nhiệm kỳ    |
| --- | -------- | ------------------------------------ | ------------------------------------------------ | -------------------- |
| 1   |          | Diệp Kiếm Anh (叶剑英) (1897–1986)   | 8 tháng 12 năm 1948                              | 8 tháng 9 năm 1949   |
| 2   |          | Nhiếp Vinh Trăn (聂荣臻) (1899–1992) | 8 tháng 9 năm 1949                               | 26 tháng 2 năm 1951  |
| 3   |          | Bành Chân (彭真) (1902–1997)         | 26 tháng 2 năm 1951                              | Tháng 5 năm 1966     |
| 4   |          | Ngô Đức (吴德) (1913–1995)           | Tháng 5 năm 1966                                 | 20 tháng 4 năm 1967  |
| 5   |          | Tạ Phú Trị (谢富治) (1909–1972)      | 20 tháng 4 năm 1967                              | 26 tháng 3 năm 1972  |
| 4   |          | Ngô Đức (吴德) (1913–1995)           | Tháng 5 năm 1972                                 | 9 tháng 10 năm 1978  |
| 6   |          | Lâm Hồ Gia (林乎加) (sinh 1916)      | 9 tháng 10 năm 1978                              | 25 tháng 1 năm 1981  |
| 7   |          | Tiêu Nhược Ngu (焦若愚) (sinh 1915)  | 25 tháng 1 năm 1981                              | 24 tháng 3 năm 1983  |
| 8   |          | Trần Hy Đồng (陈希同) (1930–2013)    | 24 tháng 3 năm 1983                              | Tháng 2 năm 1993     |
| 9   |          | Lý Kì Viêm (李其炎) (sinh 1938)      | Tháng 2 năm 1993                                 | Tháng 10 năm 1996    |
| 10  |          | Giả Khánh Lâm (贾庆林) (sinh 1940)   | Tháng 10 năm 1996 (Quyền) Tháng 2 năm 1997       | Tháng 2 năm 1999     |
| 11  |          | Lưu Kỳ (刘淇) (sinh 1942)            | Tháng 2 năm 1999                                 | Tháng 1 năm 2003     |
| 12  |          | Mạnh Học Nông (孟学农) (sinh 1949)   | 19 tháng 1 năm 2003                              | 20 tháng 4 năm 2003  |
| 13  |          | Vương Kỳ Sơn (王岐山) (sinh 1948)    | 20 tháng 4 năm 2003 (Quyền) Tháng 2 năm 2004     | 30 tháng 11 năm 2007 |
| 14  |          | Quách Kim Long (郭金龙) (sinh 1947)  | 30 tháng 11 năm 2007 (Quyền) tháng 1 năm 2008    | 25 tháng 7 năm 2012  |
| 15  |          | Vương An Thuận (王安顺) (sinh 1957)  | 25 tháng 7 năm 2012 (Quyền) 28 tháng 1 năm 2013  | 31 tháng 10 năm 2016 |
| 16  |          | Thái Kỳ (蔡奇) (sinh 1955)           | 31 tháng 10 năm 2016 (Quyền) 20 tháng 1 năm 2017 | 27 tháng 5 năm 2017  |
| 17  |          | Trần Cát Ninh (陈吉宁) (sinh 1964)   | 27 tháng 5 năm 2017 (Quyền) 30 tháng 1 năm 2018  | Đương nhiệm          |

## Danh sách Chủ tịch Nhân đại Bắc Kinh
| STT | Tên                                  | Bắt đầu nhiệm kỳ | Kết thúc nhiệm kỳ |
| --- | ------------------------------------ | ---------------- | ----------------- |
| 1   | Giả Đình Tam (贾庭三) (1912–1984)    | 1979             | 1983              |
| 2   | Triệu Bằng Phi (赵鹏飞) (1920–2005)  | 1983             | 1993              |
| 3   | Trương Kiện Dân (张健民) (sinh 1931) | 1993             | 2001              |
| 4   | Vu Quân Ba (于均波) (sinh 1941)      | 2001             | 2007              |
| 5   | Đỗ Đức Ấn (杜德印) (sinh 1951)       | 2007             | 2017              |
| 6   | Lý Vĩ (李伟) (sinh 1958)             | 2017             | Đương nhiệm       |

## Danh sách Chủ tịch Chính hiệp Bắc Kinh
| Hình ảnh | Tên                                 | Bắt đầu nhiệm kỳ  | Kết thúc nhiệm kỳ |
| -------- | ----------------------------------- | ----------------- | ----------------- |
| 1        | Lưu Nhân (刘仁) (1909–1973)         | 1955              | 1967              |
| 2        | Đinh Quốc Ngọc (丁国钰) (1916–2015) | Tháng 11 năm 1977 | Tháng 10 năm 1979 |
| 3        | Triệu Bằng Phi (赵鹏飞) (1920–2005) | Tháng 10 năm 1979 | Tháng 3 năm 1983  |
| 4        | Lưu Đạo Sinh (刘导生) (1913–2014)   | Tháng 3 năm 1983  | Tháng 3 năm 1985  |
| 5        | Phạm Cẩn (范瑾) (1919–2009)         | Tháng 3 năm 1985  | Tháng 5 năm 1986  |
| 6        | Bạch Giới Phu (白介夫) (1921–2013)  | Tháng 5 năm 1986  | 1993              |
| 7        | Vương Đại Minh (王大明) (sinh 1929) | 1993              | 1998              |
| 8        | Trần Quảng Văn (陈广文) (sinh 1936) | 1998              | Tháng 1 năm 2003  |
| 9        | Trình Thế Nga (程世峨) (sinh 1940)  | Tháng 1 năm 2003  | Tháng 1 năm 2006  |
| 10       | Dương An Giang (阳安江) (sinh 1945) | Tháng 1 năm 2006  | Tháng 1 năm 2011  |
| 11       | Vương An Thuận (王安顺) (sinh 1957) | Tháng 1 năm 2011  | Tháng 1 năm 2013  |
| 12       | Cát Lâm (吉林) (sinh 1962)          | Tháng 1 năm 2013  | Tháng 1 năm 2022  |
| 13       | Ngụy Tiểu Đông (魏小东) (sinh 1961) | Tháng 1 năm 2022  | Đương nhiệm       |